# Omphalocera cariosa
Omphalocera cariosa är en fjärilsart som beskrevs av Lederer 1863. Omphalocera cariosa ingår i släktet Omphalocera och familjen mott. Inga underarter finns listade i Catalogue of Life.